# ドリームスタジオ
『ドリームスタジオ』（Dream Studio / Dream Stud!o）は、空想科学とネクステックが開発した3Dアドベンチャーゲーム製作ソフト。
2000年11月9日、セガからドリームキャスト用ソフトとして発売されたが、後に販売元を変えてWindows版(以下Win版)もリリースされている。
なお、本項目では特に断りのない限りドリームキャスト版（以下DC版）を基準にして説明する。

## 概要
サブタイトルに「3D Adventure Construction」とあるものの、基幹となるゲームシステムはサードパーソンビューの3DRPG然としたものである。ツール側に「能力パラメーター」や「装備品」といったRPG特有の概念が実装されていないため、「3Dアドベンチャー製作ツール」ということになっている（これらのRPG的要素はテクニック次第で擬似的に再現可能）。『RPGツクール』シリーズを手がけた空想科学が開発に携わっており、同シリーズにも通じる直感的かつ簡単なゲーム製作が可能である。
予め用意されたフィールド上に、人物など各種オブジェクトやイベント等を配置していくのが基本的な製作手順。ひとつのイベントは、各演出の流れを時間軸上に並べた「シート」で管理され、各シート同士を関連付けることでゲーム進行を制御する。イベントシーンは人物演技からカメラワークまで、フル3Dであることを生かした演出が行える様になっており、当時の家庭用コンストラクションソフトとしては、気軽に凝った演出が可能なソフトだった。
略称は「ドリスタ」だが、場合により「どりすた」と平仮名で表記される場合もある。特定コミュニティ内においてツクールシリーズ愛好者を「ツクラー」と呼ぶように、本作の愛好家は「ドリスター」、もしくは「どりすたー」と呼ばれている。

## ドリームスタジオとインターネット
インターネット接続機能
本作は家庭用コンストラクションとして初めてネットに対応したタイトルでもある。インターネットブラウザ(Dream Passport)機能が内蔵されており、ソフト単体でネットを通じたユーザー同士の作品交換が可能であった。
このことは、それまで同系の家庭用タイトルでは困難であった「別ユーザー作品を気軽に遊べる」という環境を実現させ、活発なユーザー交流が行われることとなった。そのため、本作のネット接続機能は、当時それ単体でも大きな評価ポイントとなり得ていた（ネットを通じた作品交換はこれ以前にも行われていたが、非公式なツールを用いてデータをPC上に取り込む必要があるなど、一手間かかるものだった）。
作品技術の発展
ネット上でのユーザー間のやりとりは積極的に行われ、作品発表を通じて様々なテクニックが生まれるに至った。本来実装されていない変数機能を擬似的に再現する方法などが確立され、アクションRPGやシミュレーションなど「アドベンチャーゲーム」以外の製作も可能になっていった。
当初セガ運営による公式BBSを媒介としたデータ添付メール交換が作品発表の代表的手段であったが、程なくして空想科学による公式アップローダーが開設されることとなり、より手軽に他ユーザーの作品を楽しめるようになっていた。

## バリエーション
本作は「DC版」、「Win版」、「Win版リニューアルパッケージ」の3本が、いれも異なる販売元からリリースされている。
- 『ドリームスタジオ』DC版 （2000年11月9日/セガ/6,800円）
- 『ドリームスタジオ』Win版 （2001年7月6日/ネクステック/9,800円）
- 『3D本格RPGつくろう!!』Win （2002年4月5日/イーフロンティア/6,800円）

Win版はDC版をもとにサンプルゲームや素材の追加等が行われている。しかし目に付きやすい不具合がいくつか存在し、DC版とのデータ互換もなかったことから、交流はDC版ほど活発ではなかった。『3D本格RPGつくろう!!』はWin版『ドリームスタジオ』のリニューアル(再発)パッケージであり、パッケージ名とバグ修正用のフロッピーディスクが同梱された以外に大きな変化はない（変更されたのはあくまでパッケージ名であり、ソフト名ではない。『ドリームスタジオ』というタイトル自体は変わらない）。